# Líšná (ort i Tjeckien, Plzeň)
Líšná är en ort i Tjeckien.   Den ligger i regionen Plzeň, i den centrala delen av landet, 50 km sydväst om huvudstaden Prag. Líšná ligger 533 meter över havet och antalet invånare är 185.
Terrängen runt Líšná är platt åt sydost, men åt nordväst är den kuperad. Líšná ligger uppe på en höjd. Runt Líšná är det ganska tätbefolkat, med 104 invånare per kvadratkilometer. Närmaste större samhälle är Hořovice, 8,8 km sydost om Líšná. I omgivningarna runt Líšná växer i huvudsak blandskog.